# Ennearthron chujoi
Ennearthron chujoi is een keversoort uit de familie houtzwamkevers (Ciidae). De wetenschappelijke naam van de soort werd in 1955 gepubliceerd door Takehiko Nakane & Nobuchi.